# Oberharthausen
Oberharthausen ist ein Ortsteil der Stadt Geiselhöring im niederbayerischen Landkreis Straubing-Bogen. Bis 1978 bildete es eine selbstständige Gemeinde.

## Lage
Oberharthausen liegt am Rande des Gäubodens etwa fünf Kilometer nordöstlich von Geiselhöring und etwa zwei Kilometer südöstlich von Perkam sowie etwa acht Kilometer südwestlich von Straubing.

## Geschichte
Nachweislich um ca. 4500 vor Christus lebten in der Kulturlandschaft um Oberharthausen bereits die ersten Menschen. Es gibt verschiedene Lesefunde aus der Münchshöfener Zeit, Latènezeit, Urnenfelderzeit bis hin zu der mittleren römischen Kaiserzeit. Unter den Funden befinden sich eine römische Münze, ein Messer und verschiedenste Gebrauchskeramiken aus den Epochen.
Oberharthausen wurde 1186 als Harthòsen erstmals urkundlich erwähnt. Der Ort gehörte zum Hochstift Regensburg. 1186 wurde Oberharthausen vom Bischof von Regensburg dem ebenfalls dort ansässigen Stift St. Johann geschenkt. Die Hofmark Oberharthausen wird erstmals in der vierten Landtafel des Viztumsamtes Straubing von etwa 1510 erwähnt, die Hofmarksrechte lassen sich aber schon 1448 feststellen. Die Hofmark verblieb bei der Regensburger Kirche. Noch am 20. November 1815 wurde dem Domkapitel Regensburg die Bildung eines Ortsgerichtes bewilligt, das den Namen „Domkapitlisch-Regensburger Ortsgericht Oberhartshausen“ trug. Die Gerichtsbarkeit ging gemäß dem Edikt vom 5. Oktober 1818 an das Landgericht Straubing über.
1808 taucht erstmals ein Schulmeister auf, der zugleich Schmied und Mesner war. 1820 wurde die Schule von Oberharthausen in den Schulverband Pönning aufgenommen. Aus dem Steuerdistrikt Pönning ging 1821 die Gemeinde Oberharthausen hervor.
Gegen Ende des Zweiten Weltkrieges, am 5. Februar 1945, luden einige amerikanische Bomber ihre Bombenlast über Oberharthausen ab. Man zählte später etwa 64 Bombeneinschläge. Die Folge waren drei Tote, zwei Verletzte und drei fast total zerstörte landwirtschaftliche Anwesen.
Die amerikanische Militärregierung veranlasste die Zusammenlegung der kleinen Gemeinden Pönning und Oberharthausen. Am 4. Oktober 1945 beschloss die Gemeinde Pönning „keine Bedenken gegen die Zusammenreglung mit der Gemeinde Oberharthausen“ zu haben. Doch 1947 erlangte die  Gemeinde Oberharthausen wieder ihre Selbstständigkeit. Am 28. Dezember 1947 beschloss der Gemeinderat Pönning: „Keine Einwendungen gegen die Auseinanderlegung der beiden Gemeinden Pönning und Oberharthausen“.
Die Gebietsreform in Bayern brachte es mit sich, dass sich die Gemeinde Oberharthausen nach einer Verbindung mit anderen Gemeinden umschauen musste. Nachdem die Versuche, sich mit Perkam oder mit Feldkirchen zusammenschließen, gescheitert waren, wurde Oberharthausen mit Wirkung vom 1. Mai 1978 überraschend der Stadt Geiselhöring angeschlossen.
Die ersten Dorffeste in Oberharthausen wurden in den 1980er Jahren von der Landjugend ausgerichtet. Seit 2003 gibt es auch ein Weinfest und seit 2006 ein alljährliches Starkbierfest. Alle diese Feste werden in dem 2002 errichteten Gemeinschaftshaus abgehalten.
Kirchlich gehörte Oberhartshausen bis 1951 zur Pfarrei Atting und ist seitdem der Expositur Pönning eingegliedert.

## Sehenswürdigkeiten
- Filialkirche St. Margaretha. Die gotische Anlage des 14. Jahrhunderts wurde barockisiert bis auf ein kleines gotisches Spitzbogenfenster hinter dem Hochaltar. Der Turm erhielt 1882 sein jetziges Aussehen. 1936 wurde das Langhaus um eine Fensterachse erweitert. Der barocke Altar mit dem Bildnis der Schutzpatronin St. Margaretha geht etwa auf das Jahr 1720 zurück. Die Seitenfiguren stellen die Pestheiligen Sebastian und Rochus dar. Weitere Figuren sind unter anderem eine Pieta von um 1420 und ein Kruzifixus von um 1520.

## Vereine
- Freiwillige Feuerwehr Oberharthausen. Aus den gemeindlichen Beschlussbüchern ist zu entnehmen, dass die erste Feuerlöschmaschine 1875 gekauft wurde.
- Katholische Landjugend Oberharthausen. Sie ging aus dem 1913 gegründeten Katholische Burschenverein Oberharthausen hervor.
- Landfrauen Oberharthausen
- Krieger- und Soldaten-Kameradschaft Pönning-Metting-Oberharthausen. Die Gründung und Fahnenweihe des Veteranen- und Krieger-Vereins Pönning fand am 20. Juni 1880 mit den Orten Hirschling, Metting, Oberharthausen, Perkam, Pilling und Pönning statt.
- Jagdgenossenschaft Oberharthausen. Am 22. Oktober 1959 wurde die erste Satzung der Jagdgenossenschaft Oberharthausen beschlossen.
- CSU Ortsverband Oberharthausen. Im Herbst 1945 wurde in Oberharthausen und Pönning ein gemeinsamer CSU-Ortsverband gegründet. Nach Wiedererlangung der Selbständigkeit seitens der Gemeinde Oberharthausen im Jahre 1947 stellte sich die CSU dort auf eigene Füße.